# テレフォンショッキング
「テレフォンショッキング」（英称：TELEPHONE SHOCKING）は、フジテレビ系列で放送されていた長寿バラエティ番組『森田一義アワー 笑っていいとも!』の日替わりゲストによるトークコーナー。

## 概要
毎回、日替わりでゲスト（番組内では「テレフォンゲスト」と呼ぶ。以下同様）を番組に招き、司会の森田一義（タモリ）（以下タモリと記述）とトークを展開するコーナー。番組初回から最終回まで唯一一貫して放送されていた長寿コーナーであり、同番組の看板コーナーであった。初回（1982年10月4日・第1回）のテレフォンゲストには桜田淳子、最終回（2014年3月31日・第8054回）にはビートたけしを迎えた。
なお、最終回の『いいとも!』終了時点のレギュラー出演者とテレフォンアナウンサーには、当コーナーのゲストが着席時に置くネームプレート（当人の名入り）が贈呈されている。
当初、本コーナーに生出演したテレフォンゲストが「お友達紹介」として、次回（翌日、金曜日の場合は次週月曜日）に登場するテレフォンゲストを紹介し、電話で出演依頼を申し込むのがコンセプトであった。依頼を受けた次回のゲストとタモリの「明日来てくれるかな?」「いいとも!」のやりとりは番組放送当時の流行語となった。しかし、2011年3月21日放送分から「明日来てくれるかな?」「いいとも!」のやりとりが廃止され、さらに2012年4月9日放送分から、タモリが次回のゲストを紹介し、電話を繋いで出演の最終確認をする形式に変更された。
元々このコーナーは、司会のタモリが当時大ファンであった吉永小百合に会うために、ゲストによる“友達の輪”を繋いでいき、吉永をテレフォンゲストに招くことを目的に始まった。番組の立ち上げに際して、最初に決まったコーナーであったとされる。
タモリが休暇の場合は、各曜日レギュラー陣の代表（リーダー）が代理で担当する。
毎年年末に放送されていた『笑っていいとも!特大号』では、当コーナーに出演したテレフォンゲスト一年分を紹介する「テレフォンショッキング総集編」のコーナーが放送されていた。
開始から長らく12時3分頃から20分ほどのコーナーだったが、90年代に入ってからはオープニングにて日替わりコーナーを行うようになり、開始時間が12時10分前後になった。それに伴い、コーナー中にCMが入るようになった（トーク中に強制的にCM前のジングルが入るため、ゲストが芸人などの場合、驚くリアクションをする事があった）。
出演者であったTOKIOの松岡昌宏は番組終了後の2024年に、あくまで時効ネタと断りを入れつつ、このコーナー自体が綿密にやらせを重ねたものであったと証言している。

## テレフォンゲスト
芸能人、タレントに留まらず、作家、歌手、スポーツ選手、芸術家、国会議員と多岐に渡り、毎年恒例のように登場するゲストもあった。飼っている犬や猫を連れてくるゲストも毎年存在した。

### 特筆すべきゲスト
ここでは、放送事故や特筆すべきハプニング的な内容も取り上げるが、ごく稀にみられた「テレフォンゲストの到着が（交通事情などで）遅れる」「電話がなかなか繋がらず次コーナーをまたいだ」などといったケースは割愛する。
- 1983年4月5日（火曜日）

テレフォンゲスト：徳光和夫、小林完吾
共に当時日本テレビアナウンサー。当時、現職の局アナが、他局の番組に出演することは前代未聞であり話題となった。当初、ゲストは徳光のみの予定だったが、日本テレビの上層部が難色を示し、小林が同行することを条件に特別に許可が下りた。
その後、現職アナウンサーとしては25年後の2008年11月25日にTBSの安住紳一郎が出演した（詳細は後述）。
それ以前の事例として1976年、『徹子の部屋』（テレビ朝日系）に、当時フジテレビアナウンサーだった露木茂が出演したことがある。
- 1983年9月13日（火曜日）

テレフォンゲスト:ミミ萩原
翌日のゲストとして新幹線に乗車中の宮尾すすむを紹介し、タモリが連絡を取るため、列車着信通話（107番）の女性オペレーターにスタジオアルタ直通の電話番号を伝えた際、オペレーターが番号を復唱し、それが放送音声に乗ってしまうハプニングが発生した。電話番号がオンエアに乗る事を避ける為、タモリはマイクの音を消すだけではなく、口の動きでも判らないようにテーブルの下に潜って番号を伝えていた。オペレーターが復唱した声は結局放送に乗ってしまい、放送では番号の末尾2桁目で音声を絞って対応したが、間に合わずに3桁目も多少流れてしまった。残りの1桁は観客の悲鳴でかき消されたが、それでも直後にスタジオ直通電話にいたずら電話が次々とかかってきたため、予備の電話番号に切り替えた。タモリはいたずら電話がかかるたびに「いたずらはやめなさい!!」「番組に少しは協力したらどうなんだ!!」などとキレて笑いを誘っていたが、結局いたずら電話の対応に狼狽する中CMに入った。一瞬の出来事だったこと、さらに3桁目まで聞き取った視聴者が4桁目を適当に押したため、たまたま番号の近かった第一家庭電器の店舗にいたずら電話が何件も掛ってきて混乱をきたし、当時の電電公社四谷電報電話局からフジテレビに苦情の電話が来たという旨が翌日の放送でタモリにより伝えられた。
CMが明けても宮尾にはなかなか繋がらず、そのままセットチェンジして一旦日替わりコーナーを先に放送し、ミミ萩原は宮尾との会話の為に客席で待機し、「タモリのあてっコだましっコ」の途中で宮尾とようやく電話が繋がった。
- 1983年12月1日（木曜日）

テレフォンゲスト：佳山明生
冒頭のタモリの挨拶の途中、観客の一般男性が突如ステージ上に乱入し、ゲスト席に着席した。突然の事態に観客が騒然とする中、スタッフによって連行されるハプニングが発生した。
観客がどよめく中、直後に当時番組レギュラーだった桂文珍が突如登場し「番組を続けて続けて!」と笑いを取るなど、スタジオが落ち着いた後に佳山を招き入れコーナーが始まったが、佳山がタモリへのお土産を紹介している最中、タモリが佳山に「あなたホントにそうでしょうね?（本物の佳山明生さんですよね?）」と尋ね、佳山は笑顔でこの質問に対応し、スタジオは笑いに包まれた。
- 1984年3月14日（水曜日）

テレフォンゲスト：黒柳徹子
通常、当コーナーの放送時間は約15分程度であるが、黒柳は約43分に渡ってトークを展開したため放送時間が押してしまい、直後に予定していたレギュラーコーナー2つのうち1つを潰すことになった。なお、黒柳はエンディングにも出演した。
この黒柳出演時のコーナー放送時間は、2014年1月14日にとんねるずが破るまで30年もの間、番組の公式最長記録であった。
なお、3か月後の6月22日（金曜日）には有吉佐和子が出演し、黒柳に次ぐ2番目となる42分というトーク時間を記録した。娘の有吉玉青のその後のインタビューによると、42分のトークは番組側から頼まれた「演出」であったが、番組終了発表後の注目の高まりにより「（有吉が）番組を乗っ取った」と言われたり、当時レギュラーであった明石家さんまと大ゲンカしたとの噂が流れるなど、実際にはなかった情報がネット上に広まったという。
- 1984年4月23日（月曜日）

テレフォンゲスト：泰葉
お友達紹介の際、しばたはつみに電話を掛けるつもりが番号を間違えて、一般人宅に繋がってしまった。タモリが電話口の相手に事情を説明した後、「明日来てくれるかな?」と振り、電話口の相手が「いいとも!」と答えた為、翌日の放送では「一般人コース」として電話に出た相手が実際にゲストとして登場し、翌日のゲストとして更にその友人の一般人を紹介した。
その翌々日の一般人がさらに翌日（4日目）のゲストとして繋いだ一般人が「来れません」と断ったため、一般人コースは3日間で終了した。「一般人コース」と並行して通常のコーナーも行われた。なお、1日目に出演した一般人は、番組終了直前に『増刊号』の企画で再出演している。
- 1993年9月20日（月曜日）

テレフォンゲスト：本田博太郎
タレントの伊集院光が、同月13日に放送されたラジオ番組『伊集院光のOh!デカナイト』（ニッポン放送）にて、「20日のテレホンショッキングのゲストのもとに大量の電報が届くという」予言（という名目のリスナーへの煽り）を放送した為、20日のゲストだった本田の元に、「電話帳にして4冊分」という大量の電報がリスナーの手によって届いてしまった。しかし、本田自身が洒落がわかる人間であったため、後日、伊集院の番組で本田を称える放送を行った。
- 1996年4月23日（火曜日）

テレフォンゲスト：勝新太郎
妻の中村玉緒から「お友達」と紹介されて出演。この日は通常のセットではなく、応接間のような豪華なセットが組まれた。勝は2度目の出演であり、バラエティ番組に出演する事はあまり無かったが、この日は司会のタモリと軽妙な掛け合いを披露して場を盛り上げた。また、その日レギュラーとして出演していた草彅剛も途中で登場して会話を交わしている。勝は翌日のゲストとして俳優の陣内孝則を紹介した。勝は放送翌年の1997年6月21日に死去。
- 1997年10月2日（木曜日）

テレフォンゲスト：片桐はいり
この日の冒頭、片桐が入り時間に間に合わず、遅刻していることがタモリから説明され、急遽「すばらしきラブレターの世界」など2本の日替わりコーナーを前倒しで行った。次のCM枠まで時間があることからそのままセットチェンジを行い、セットチェンジの様子も放送されたが、コーナーが始まったと同時に品川駅のホームにいる片桐から電話が入り、タモリが電話を取ると片桐は「寝坊しました」と告白し会場は笑いに包まれた。事情を説明している間も電話の向こうから発車メロディが流れ、会場のタモリやレギュラー陣から急いで乗るように声をかけられるが、結局電車を1本やり過ごし、やや遅れて到着。次のコーナーの途中で新宿駅東口側の正面入口に待機していたカメラがスタジオアルタに到着した片桐を捉えるが、7階のスタジオに通じるエレベーターへの道のりを間違えて、歌舞伎町方面の裏口へ回ってしまうなどのハプニングになった。
片桐はその後のCMを挟んでようやくスタジオに到着し、本コーナーが始まる形となった。しかし、前日のゲストだった渡辺えり子（現・渡辺えり）からのメッセージには「明日は遅刻しないでくださいね」と書かれており、渡辺の不安は的中する形となった。
- 1997年11月19日（水曜日）

テレフォンゲスト：アントニオ猪木
通常回の登場BGM（出囃子）を使わず、猪木の入場テーマ・イノキボンバイエを使用した。
- 2005年9月21日（水曜日）

テレフォンゲスト：山崎邦正
タモリと山崎のトーク中、観客の男性の一人が突然タモリに対して「タモリさん、『いいとも』年内に終わるって本当なんですか?」と質問を投げかけ、これに対してタモリは「いや、聞いてないですよ。違うんじゃないですか?」と返すも、ゲストの山崎は「ちょっと待って下さい!物凄くビックリしてんけど」とうろたえる。直後にタモリは山崎に対して「お前が連れてきたんだろ!」「お前が来るから変な奴が一緒に来るんだよ!」「気になって番組進めらんねえだろ!」「コマーシャル明けたらあそこにクマのぬいぐるみが座ってるぞ」と笑いながら責め、山崎も「何で僕のせいなんですか!」「僕連れてきたら僕に質問させるでしょ!初登場で楽しみにしてたのに!」と応酬し、直後にCMに入った。
CM明けでは、当該観客の席にはCM前のタモリの予告通り、クマのぬいぐるみが置かれていた（スタッフの指示で、男性に了承を得た上で退席させられた）。
- 2010年4月5日（月曜日）

テレフォンゲスト：ガチャピン、ムック
アニメ・子供番組のキャラクターとしては番組初のテレフォンゲスト。最初はガチャピンのみが登場し、途中からムックが登場している。2人のやり取りを見たタモリは「子供番組ってこういう感じなんだなぁ」とコメントした。この時当時ガチャピンの担当声優であった雨宮玖二子と当時ムックの担当声優であった松田重治が生でアテレコをすることで2人は声を発していた。
また、コーナー終了後のCM明けに、スタジオの床にムックの毛と思われる赤い毛糸のようなものが落ちているのをタモリが発見し、「あれ抜けるんだねぇ」と感想を漏らしていた。
なお、その4か月後の8月17日、ハローキティがテレフォンゲストとして登場した際も同様に担当声優の林原めぐみが生でアテレコを担当した。
- 2012年3月8日（木曜日）

テレフォンゲスト：矢田亜希子
お友達紹介の際、「お友達では無いんですけども大先輩の大好きな女優さん」と切り出したうえで大竹しのぶに電話し、開口一番に「はじめまして」と発言する。タモリが「ん?」と疑問の声を発し、大竹は数秒沈黙した後で「こんにちは」と笑い交じりに挨拶をするも、矢田は「いつかご縁があった時にはよろしくお願いします」と返した。
1か月後の2012年4月9日より、コーナー開始以来30年近く続いた「お友達紹介」のシステムが廃止され、2014年3月に番組が終了するまで次のテレフォンゲストは予め番組が決定するシステムとなった。
- 2014年3月21日（金曜日、春分の日）

テレフォンゲスト：安倍晋三
最初で最後となる現職内閣総理大臣のテレフォンゲストであり、大きな話題となった。タモリが「首相動静」にぜひ載りたいと2人でイチゴを食べ、翌朝の朝日新聞朝刊「首相動静」に「タモリさんとイチゴを試食」と掲載され、これも話題となった。なお、この日は「春分の日SP そっくりさんカーニバル」が行われており、安倍が到着し次第、コーナーを途中で打ち切り当コーナーに入る予定だったため、到着を知らせるための「お知らせランプ」を設置した。
なお、この日のアルタ前には安倍の出演に反対するデモ隊が出現して抗議活動を行うなどの混乱もみられた。

### レギュラー陣のゲスト出演
- 原則として、番組の曜日レギュラーを務めているタレントは当コーナーにゲストとして出演することはなかったが、レギュラーを担当している曜日以外の他の曜日に当コーナーにゲスト出演することが一部として例外があった。31年半のコーナーの歴史の中で、現役のレギュラー陣のテレフォンゲスト出演は以下の通りである。
- 1991年10月3日（木曜日）、「番組10周年記念週間」の一環で最多代理司会者の表彰として当時金曜日レギュラーであった明石家さんまがテレフォンゲストとして出演[注 15]。
- 2008年11月24日（月曜日）、映画『私は貝になりたい』の宣伝の一環として、当時火曜日レギュラーであった中居正広がテレフォンゲストとして出演した。なおこの時、次の日のゲストとして他局であるTBSアナウンサーの安住紳一郎を紹介した。また、中居は2011年7月24日（日曜日）に『FNS27時間テレビ 笑っていいとも!増刊号生スペシャル』内の当コーナーにもSMAPの一員としてゲスト出演したこともある[注 16]。
- 2010年12月24日（金曜日）、当時水曜日レギュラーであった千原ジュニアが実兄かつ相方の千原せいじと千原兄弟としてゲスト出演した。
- 2012年7月23日（月曜日）、同年7月21・22日放送の『FNS27時間テレビ 笑っていいとも!真夏の超団結特大号!!』にて100kmマラソンを完走した記念として当時金曜日レギュラーであった草彅剛がテレフォンゲストとして出演した。また、『27時間テレビ』内では『スーパーテレフォンショッキング』と題する特別企画が設けられており当時月曜日レギュラーの渡辺直美と当時木曜日レギュラーピースが『はねるのトびら&ピカルの定理』メンバーとしてゲスト出演予定であったが、『さんま・中居の今夜も眠れない』のトーク時間が長引いたため中止となった（他のゲスト出演部分は予定通り放送）。
- 2014年3月25日（火曜日）、この日は火曜日最後の放送であり通常の当コーナーの後に[注 17]、当時の火曜日レギュラー陣（設楽統、日村勇紀、ローラ、大竹一樹、澤部佑、中居正広）が一人ずつ出てきて当コーナーを行った。
- 上記の他に平尾昌晃（作曲家）、横森良造（アコーディオン奏者）、西山喜久恵[注 18]（フジテレビアナウンサー）、渡部陽一（戦場カメラマン）もレギュラー出演期間中（『増刊号』も含む）にテレフォンゲストとして出演したことがある。

## コーナーの流れ

### テレフォンアナウンサー
テレフォンアナウンサーとは本コーナーにおいて次のテレフォンゲストへの電話を繋げるため、コーナー中にカレンダーボード左手付近にいるアナウンサーのことで、フジテレビアナウンサーが担当する。1987年10月5日の導入当初から曜日担当シフト制となった。初担当は横井克裕で、最終回は生野陽子が担当した。
相手先には本人が直接出る場合もあるが、マネージャーなど本人以外の人物が出る場合もあり、テレフォンアナウンサーは本人までの取次ぎを担当することになる。稀にゲストの到着が遅れている際には、ゲストの現在地を突き止める役割も行う（現在地がわかった際には一旦タモリと電話した後に、CMなしでセットチェンジを行って、後に行う日替わりコーナーを先に行ってから、到着次第「テレフォンショッキング」を再開する）。
テレフォンアナウンサー登場以前は、番組ディレクターの小林豊（後にテレビ静岡代表取締役社長）が「テレフォンディレクター・ブッチャー小林」（後に「テレフォンディレクター・ぶーちゃん小林」）と名乗り、同様の役を担当していた。この当時は、当日のゲストが紹介する次回のゲストの今現在の居場所が分からない場合に登場していた。
2010年10月4日（増刊号では10月10日）からは日替わり制を導入した。

### テレフォンゲストの登場
テレフォンゲストの呼び込みは、タモリが「昨日（月曜日の場合は先週金曜）の（前回のゲスト）さんからのご紹介で、（当日のゲスト）さんです、どうぞ」（この際にはカレンダーボードで前回（昨日・先週）のテレフォンゲストの顔写真が映し出される）と紹介し、出囃子と共にテレフォンゲストが画面右側の扉からスタジオに登場するという形式をとる。ゲストの登場とともにタモリが席を立って招き入れ挨拶をし、花や電報の紹介に移る。
1995年8月17日からは登場の際にテレフォンゲストの名が入ったネームプレートを持つようになった。ネームプレートはテレフォンゲストが座る位置に置く。

### テレフォンゲストへの花と電報
ゲストに対し、コーナー出演祝いの花輪や生花、祝電（電報）が番組に贈られることも多く、タモリが花輪や生花を贈った著名人や企業などを数件紹介したあと、ゲストとともに着席し、さらに届いていれば、電報や前回のゲストからのメッセージを読み上げる。
通常、花輪は舞台正面奥、生花はステージ上手に配置される。祝電は代表例をタモリが読み上げた後にゲストに渡される。なお、贈られた花がスタジオに入りきらない程多数であった場合は、スタジオアルタのロビーに並べて、中継で紹介する。

### ゲッターズ飯田占い
月曜日『いいとも!』過去の日替わりコーナー、「ボーダーを着る女は95%モテない」にレギュラー出演をしていた占い師・ゲッターズ飯田が、ゲストに対して様々な手相や占いを行う。月曜日に不定期で行われる。

### x/100アンケート
『x/100アンケート』（ひゃくぶんのエックスアンケート）は、「タモリくじ」に代わって2012年1月9日放送分より開始された。
下記、「100分の1アンケート」と異なる点は、ゲストが自ら考えた質問に該当すると思う人数（100人中何人がスイッチを押すか）を予想し、スイッチを押した人数と一致すれば「特製デコタモストラップ」獲得となる。予想と1人差の場合も別のタモリストラップをもらうことができる。ただし、予想する人数は0人または100人は選択できない。また、1人と予想して0人だった場合はストラップをもらうことはできない。アンケート中に流れるBGMも、100分の1アンケートの時とは別のものに変更された。

### タモリへのお土産
テレフォンゲストが「お土産」と称してCMタイアップ商品や自身の作品、地方のお土産などを持参し、タモリにプレゼントする。90年代初頭までは菓子類や書籍、CM契約している食品など持ち帰りやすいお土産を観客全員の分まで持参するゲストもいたが、それ以降は無くなっている。

### 笑っていいとも!×イマつぶ
2010年12月1日放送分からフジテレビの公式ミニブログ「イマつぶ」に視聴者から寄せられた質問や疑問などをテレフォンゲストに毎回、1つ投げ掛け答えてもらうコーナー。質問を読み上げるのは各曜日日替わりテレフォンアナウンサーがノートパソコンを見て読み上げる。タモリとテレフォンゲストとのトーク後、CM明けに行われる。このコーナーの後にCMを挟んで「100分の1アンケート」と「お友達紹介」へ進む。2011年度下半期からは不定期で紹介されていた。

### 100分の1アンケート
当コーナー内の前半トークの終了後、「お友達紹介」の前に行う1コーナーである。
2001年7月23日放送から期間限定の夏休み特別企画として始まった同様のコーナー、「100人アンケート」が好評だったため、同年9月3日放送からレギュラー化されたものである。ただし、1人に該当するというものではなく、ゲストの気になることを観客にアンケートするものだったが、2003年3月17日放送から春休み特別企画として「100分の1アンケート」となり、2003年4月7日放送からレギュラー化したもの。
スタジオ観客のうちランダムに選ばれた100人の女性がスイッチを持ち、1人だけが該当する事柄を予想し、アンケートを行うものである。アンケートのチャンスは1回のみとなっている。成功したゲストにタモリ人形がついた携帯ストラップをプレゼントする。
2011年12月28日放送分を以って終了。

### タモリくじ
2012年1月5日放送分と1月6日放送分に実施された。

### くるっとペッタンボトル
2012年1月23日放送分から1月27日放送分まで実施された。
2012年1月16日から1月20日まで「曜日対抗いいともCUP」で行われていたゲームであり、水が半分程入ったペットボトルを回転させながら投げ、1発でペットボトルが立てば「特製デコタモストラップ」獲得となる。
成功したゲストが出ず、短期間で終了し、次の回から「×/100アンケート」に変更。

### お友達紹介
時間が来たところでタモリが「じゃ、お友達を（紹介してください）」と言い、ゲストがコーナーの終盤に自身の友人・知人を紹介する。番組中に本人に電話連絡し、次回ゲストとして出演を依頼する。紹介された「お友達」はゲストと電話で簡単なやり取りをした後、タモリに替わり次回ゲストへ出演依頼をする。テレフォンゲストとの電話のやり取りは「明日いいとも大丈夫ですか?」（金曜日には「来週月曜日」、年内最後の放送日には「来年1月○日」）と尋ね、「大丈夫です」とOKの返事が出るとタモリが「じゃあ、明日来てくれるかな?」と問いかけ、次のゲストが「いいとも!」と返答し、タモリが「じゃあお待ちしております」と挨拶して電話を切り、コーナーを締めるのがお約束になっていた。なお、紹介された本人が仕事などの都合で電話に出て直接返事をすることができない場合は、マネージャーなどが代理で「いいとも!」と答えることもあった。
1990年代からは「お友達を…」とタモリが言う際に観客が「えーっ!」と惜しむ声を出してリアクションするのが恒例だが、次回ゲストが人気俳優やアイドルだった場合は、「えーっ!」よりも高い歓声を上げるリアクションも見られた。
1989年までは、電話を切った後に次回ゲストに伝言があればそれをタモリがメモ帳に書くという流れがあった。しかし、実際にメモ帳には女性器を模したマークをイタズラ書きしており、それを見たゲストの反応を伺うものだった。やがてそのイタズラ書きは、コーナーからは無くなった反面、「安産祈願」として持ち帰るゲストも現れた。
次回ゲストに電話をかけるのはテレフォンアナウンサーが行う場合と、ゲスト自ら行う場合がある。ゲストが電話をかける場合、手の動きから電話番号が判別されないように「TOMODACHI NO WA!」というロゴ（初期はテレフォンショッキングのコーナーロゴ）が描かれた黒い手元隠しのプレート「テレ隠し」（「照れ隠し」と「Tel」を掛けている）の後ろでプッシュボタンを押す。開始当初はカバーも無く、そのまま電話をかけていたが、ビデオの普及で手の動きを見て電話番号を判別する心ない視聴者が現れたことから導入された。
1995年10月2日からスタジオにパソコンを設置し、次回ゲストの顔と名前を表示する目的で使用した。
テレフォンゲストが「お友達」に電話をし、タモリが自ら出演交渉を行う。断られることは通常ないが、コーナー開始当初は、スケジュールの都合で番組中に出演を断られ、別の友達が紹介されることも珍しくなかった。また、フジテレビ系列の新ドラマの第1回放送日や出資映画の公開日近くには、その出演者が「お友達」として呼ばれ、当該作品のポスターを貼るなどプロモーションも行うことが多々ある。また、大橋巨泉やユースケ・サンタマリアなど一部ゲストに対してはタモリが「明日忙しいだろ?」「別のお友達を紹介してください」など、意地悪な対応をすることもあった。また、ゲストが他局での番組収録中に紹介電話がかかってきた場合は、当該番組で後日その様子が裏側として放送されたこともある。
2013年暮れに行われた、『週刊文春』（2014年1月2日・9日新年特大号）での阿川佐和子とタモリの対談で、本コーナーの演出について語られた。本コーナー出演経験者でもある阿川からの「あれって最初の頃は本当にいきなり友達に電話してたんですか?」との問いにタモリは「さすがにそう、上手くはいきません」と返し、生電話は演出であることを自ら明かした。さらに阿川は、出演した際には次に繋げる友人を2、30人挙げるよう頼まれ、必死で絞り出したと振り返り、「お友達紹介」は、ゲストと何らかの繋がりがある著名人を、スタッフが本人の意見を参考に声をかけ、予定の合う人物にアポ取りを済ましていたことも明らかにされたが、このアポ取りも大変で、タモリは「ずっと長年、スケジュール調整を担当しているスタッフがいるんだけど、候補が20人いても30人いても全部駄目ということが再三あったみたいですね」とスタッフ陣の苦労を語った。なお、出演の連絡から出演当日までは「1週間弱」程度しかなかったそうで、「明日」ではなかったものの、「お友達紹介」はスタッフの奔走なしでは短時間で実現し得なかったことが明かされた。
留守もしくは留守電のため電話が繋がらなかったケースなどもある。携帯電話の普及前には移動中のタレントの新幹線車内への電話の取り次ぎ等で時間中に間に合わないケース、携帯電話では番号非通知着信拒否設定を解除していなかったため電話が繋がらなかったケースもある。相手が何らかの理由で電話が通じない場合にはCM明けに再連絡となる。
なお、当コーナーの終了後、当日のゲストはカレンダーボードの写真撮影を行い、そのままアルタを後にする事が多かったが、稀にエンディングまで残り、日替わりの曜日コーナーに参加する事もあった。

### 次回ゲストの紹介
次回に出演するゲストは、第1回の1982年10月4日放送から第7550回目の2012年4月6日放送までは「お友達紹介」の形式がとられていたが、第7551回目の2012年4月9日放送から「次回のゲスト」として形式が改められた。
タモリが「次回のゲスト」をモニターで紹介し、当日のゲストとのやり取りのあと「出演交渉」が行われる。

### 友達の輪
1982年11月17日から1987年10月2日まではお土産や伝言の紹介後にタモリが「では「輪」の方を」と促して、テレフォンゲストが既成フレーズの「友達の友達はみな友達だ、世界に広げよう友達の輪、輪っ!」を全て言い、タモリと客席が最後の「輪っ!」で参加するものであった。ポーズとしては最後の「輪っ!」のところで、腕を伸ばして頭上で両手の中指をくっつけて輪を作り、タモリと観客とが一緒に行っていた（開始初期はゲストの登場前にタモリが言っていた）。
また「輪っ!」のポーズは、「お友達紹介」の際にテレフォンゲストが自ら電話をかけていた頃に使っていた「TEL（テレ）隠し」と呼ばれる手元隠しのプラスチック製カバーにも描かれていた（「輪っ!」のポーズを取る両手の真ん中に「WA!」という文字があった）。
後期になるとフレーズをそのまま言うのではなく、ゲストの持ち歌や好きな歌の歌詞をフレーズに置き換えて歌うようになった。

### 宣伝ポスター
テレフォンゲストが舞台告知などの宣伝ポスターを持ってきた時は、タモリが「おーい、これ貼っといて」と言うと、いいとも青年隊もしくは少女隊（開始当初 - 2000年3月までは番組スタッフ）がセット袖から登場し、セット後ろの壁面にポスターを貼るものだった。
一番最初はデーモン閣下がゲスト出演した際に宣伝のステッカーを持参して、それを貼ってもらう所から始まった。そこから他のゲストも宣伝ポスター等を持参するようになった。80年代から90年代にはテレフォンはもちろん、舞台などの宣伝のために予告なしに飛び入り出演したゲストもポスターを貼り、それらのポスターがセットに一週間置きに次々と重ね貼りされている時期があった。時にはフジテレビのキャンペーンコピーのポスターや特大号などの番宣ポスターも貼り付けることがあった。
なお、2013年から宣伝ポスターは廃止された。
タモリの弟子がポスター貼りとして現れ、一発芸を披露することもあり、タモリの付き人だった岩井ジョニ男（イワイガワ）も登場している。松たか子出演時には木村拓哉がポスター貼りとして登場したこともある。

### 日替わりコーナー
2012年1月放送分より随時、不定期で放送開始。○○○○には“テレフォンゲスト”の氏名が入る。
月曜日
| 開始年月日       | コーナー名                   | コーナー説明                                                                                                |
| ---------------- | ---------------------------- | --- |
| 2012年4月30日 -  | ○○○○の こんな男性は嫌だ!     | 女性“テレフォンゲスト”が思う男性の嫌な所を「ベスト3」にして発表する。                                       |
| 2012年9月10日 -  | タモリさんに コレを教えたい! | “テレフォンゲスト”がタモリに対して、「コレを教えたい!」と言う事をフリップに書いて紹介し、トークを展開する。 |
| 2012年11月19日 - | ○○の 実は…                   | “テレフォンゲスト”の実は○○なことを紹介する。                                                                |

火曜日
| 開始年月日      | コーナー名                                      | コーナー説明 |
| --------------- | ----------------------------------------------- | --- |
| 2012年1月31日 - | 大好物の 王様                                   | 英称：「King of Favorite Food」。“テレフォンゲスト”が愛してやまない大好物の「最高級品」（食べ物）を番組が独自に探して、スタジオへ実際に持ってきて試食してもらう。 |
| 2012年5月8日 -  | ○○○○の 長所・短所                               | “テレフォンゲスト”自らが自分の「長所」と「短所」を「ベスト3」で発表する。 |
| 2012年10月2日 - | 小さな幸せ唱えて 日本を明るく! ポジティヴ念ブツ | 「小さな幸せ」を、念仏にして唱えることで大きな幸せにしよう!というコーナー。食ネタが多いタモリはなぜか「うまかった」で終わる。また、さまぁ〜ずの大竹・三村のどちらかが番組内に読まれなかったりする。 念仏を唱えてくれるのは、浄土真宗僧侶の藤岡善念。 2012年10月2日放送分からは、当コーナーの中で行われるようになり、同時に当日のテレフォンゲストも参加して同コーナーの後半部分内で開催されるようになった。 |

水曜日
| 開始年月日       | コーナー名             | コーナー説明                                                                                                 |
| ---------------- | ---------------------- | --- |
| 2012年2月29日 -  | ○○○○の なんでもベスト3 | “テレフォンゲスト”が直筆で何でもテーマは良いので、「ベスト3」を順番に発表していく。                          |
| 2012年4月4日 -   | ○○○○の イチ推し○○      | “テレフォンゲスト”が今、イチ推しの商品を紹介する。                                                           |
| 2012年11月14日 - | ○○からの チクリ情報    | “テレフォンゲスト”に対して、誰かが①最近の失敗談、②最近のハマり事、③ココがスゴイ!などをボードにして紹介する。 |

木曜日
| 開始年月日       | コーナー名                        | コーナー説明 |
| ---------------- | --------------------------------- | --- |
| 2012年2月2日 -   | アナタは分かる!? ○○○○の暴露クイズ | “テレフォンゲスト”に関するクイズを高橋真麻（テレフォンアナウンサー、2012年3月まで） → 三田友梨佳（テレフォンアナウンサー、2012年4月から）が出題し、タモリにその答えを答えてもらい、“テレフォンゲスト”が正解発表し、トークを展開する。 |
| 2012年5月10日 -  | ○○○○の 相関図                     | “テレフォンゲスト”の「憧れ」「親友」「隣人」「気になる人」などを順番に相関図にして紹介する。 |
| 2012年10月18日 - | マネージャーからの チクリ情報     | “テレフォンゲスト”に対して、マネージャーが①最近の失敗談、②最近のハマり事、③ココがスゴイ!などをボードにして紹介する。 |

金曜日
| 開始年月日       | コーナー名             | コーナー説明 |
| ---------------- | ---------------------- | --- |
| 2012年1月13日 -  | 私も ガス抜きしたい!   | 金曜日『いいとも!』過去の日替わりコーナー「Tokyoガス抜きコレクション」の延長版で“テレフォンゲスト”が日常生活において、「ガス抜きしたい」エピソードを話す。 |
| 2012年5月4日 -   | ○○○○に聞いた! ○○な人   | “テレフォンゲスト”が「くされ縁な人」「尊敬する人」「憧れの人」「飲み友達」「最近気になる人」と順番に相関図にして発表する。                                 |
| 2012年11月16日 - | 最近初めて ○○しました! | “テレフォンゲスト”が最近初めてしたことなど体験談を紹介する。                                                                                               |

## 記録
- 最長トーク時間ゲスト とんねるず（石橋貴明・木梨憲武）(48分22秒)[11]
- 最短トーク時間ゲスト 不明
- 最多人数ゲスト いいとも!レギュラー(44人=2013年12月25日の3時間SP)
- 最多出演回数ゲスト 女性：和田アキ子(22回)[12][13]、男性：藤井フミヤ(21回)[12]
- 最長遅刻ゲスト 由紀さおり（12時47分到着、1991年）[12]
- 最年長ゲスト 女性：清川虹子（88歳＝2001年4月）、男性：三國連太郎（86歳＝2009年12月）[14]
- 最年少ゲスト 女性：芦田愛菜（6歳＝2011年5月）、男性：鈴木福（7歳＝2011年12月）[14]、人間以外：ガチャピン(5歳)

## 節目のゲスト
| 回           | 放送日        | ゲスト                            | 備考 |
| ------------ | ------------- | --------------------------------- | --- |
| 01 ※初回     | 1982年10月4日 | 桜田淳子                          | |
| 0500         | 1984年9月4日  | 三波春夫                          | |
| 1000         | 1986年8月14日 | 寺泉憲                            | |
| 1500         | 1988年7月21日 | 山村美智子                        | 現：山村美智 |
| 2000         | 1990年7月9日  | 和田アキ子                        | テレフォンの最多出演ゲストとして出演、タモリより最多出演祝いとして表彰状とこれまでの和田の出演時顔写真パネルを贈呈 |
| 2500         | 1992年6月23日 | LINDBERG                          | |
| 3000         | 1994年6月2日  | 渡辺正行                          | 1985年4月〜1989年9月まで月曜日レギュラー                                                                           |
| 3500         | 1996年5月20日 | 今井美樹                          | |
| 4000         | 1998年5月11日 | 周防正行・草刈民代                | 映画『Shall we ダンス?』の宣伝を兼ねて出演                                                                         |
| 4500         | 2000年4月21日 | はたけ（シャ乱Q）                 | |
| 5000         | 2002年4月5日  | 松岡昌宏（TOKIO）                 | |
| 5500         | 2004年3月22日 | りょう                            | |
| 5555         | 2004年6月7日  | 冨士真奈美                        | |
| 6000         | 2006年3月7日  | 鷲尾真知子                        | |
| 6500         | 2008年2月20日 | 小林薫                            | |
| 7000         | 2010年2月4日  | ポルノグラフィティ                | |
| 7500         | 2012年1月27日 | 紺野まひる                        | |
| 7777         | 2013年2月26日 | 松嶋菜々子                        | 放送回数の7777と「菜々子」に引っ掛ける形                                                                           |
| 8000         | 2014年1月14日 | とんねるず （石橋貴明・木梨憲武） | トーク時間最長記録（48分22秒） タモリに直談判し不定期レギュラー獲得                                                |
| 8054 ※最終回 | 2014年3月31日 | ビートたけし                      | 自前の表彰状を披露 終盤のお友達紹介で明石家さんまに電話をかけてコーナーは終了                                      |

※出典の一部：月刊TVガイド2014年4月号特集記事「ありがとう、タモリさん さようなら、いいとも〜『笑っていいとも!』は永久に不滅です!」（188-190頁）

## 欠席および代役
- 1988年12月16日、朝丘雪路が搭乗した航空機が雪のため小松空港からの出発が遅れ出演できず、急遽義兄の長門裕之が代役で出演し大江千里を紹介した。
- 1991年11月18日、ミッキー吉野が急病のため出演できず急遽岡安由美子が代役で出演し、トミー・スナイダーを紹介した。
- 1995年1月23日、宮沢和史が当初出演予定だった1月17日が阪神・淡路大震災の報道特別番組に差し替えられ、再開した当日は鹿児島県でコンサートの為に出演できず、石田ゆり子を電話で紹介した。
- 1995年3月21日、松村邦洋が当初出演予定だった3月20日が地下鉄サリン事件の報道特別番組に差し替えられ、当日は他番組のロケで出演できず、加納典明を電話で紹介した。
- 2001年9月13日、プリンセス天功が当初出演予定だった9月12日がアメリカ同時多発テロ事件の報道特別番組に差し替えられ、当日は熊本公演のため出演できず、岡田眞澄を電話で紹介した（プリンセス天功は、翌週木曜日の9月20日に出演した）。
- 2002年5月6日、宇多田ヒカルが卵巣腫瘍（良性）手術の術後療養のため出演できず、実父の宇多田照實が代役で出演し今井絵理子を紹介した。
- 2011年3月21日、w-inds.が当初出演予定だった3月14日が東日本大震災の報道特別番組に差し替えられ、再開した当日はスケジュールの関係で出演できず、ジャルジャル（後藤淳平・福徳秀介）を電話で紹介した（w-inds.は同年6月23日に出演）。そのあと、次長課長（河本準一・井上聡）を紹介した。その様子を同年3月27日・6月26日の増刊号と12月28日の特大号でも放送された。